# Andwakiidae
Andwakiidae é uma família de cnidários antozoários da infraordem Athenaria, subordem Nyantheae (Actiniaria).

## Géneros
- Andwakia Danielssen, 1890
- Synandwakia Carlgren, 1947